# سبنسر بيل
سبنسر بيل (بالإنجليزية: Spencer Bell)‏ هو ممثل أمريكي، ولد في 25 سبتمبر 1887 في الولايات المتحدة، وتوفي في 18 أغسطس 1935 بلوس أنجلوس في الولايات المتحدة.

## وصلات خارجية
- سبنسر بيل على موقع IMDb (الإنجليزية)
- سبنسر بيل على موقع أول موفي (الإنجليزية)
- سبنسر بيل على موقع قاعدة بيانات الفيلم (الإنجليزية)